# 万年筆

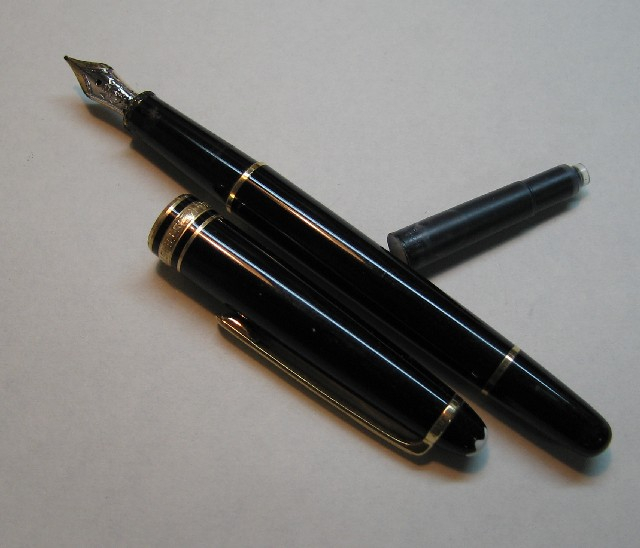
万年筆（モンブラン）

万年筆（まんねんひつ）は、ペン軸の内部に保持したインク（インキ）が毛細管現象により、溝の入ったペン芯を通じてペン先に持続的に供給されるような構造を持った携帯用筆記具の一種。インクの保持には、インクカートリッジを用いたもの、各種の方法でインクを吸入するものがある。「萬年筆」とも書く。

## 万年筆の歴史

### 万年筆の開発史
現在の万年筆の原型はエジプトのファーティマ朝カリフであるムイッズが衣服と手を汚さないペンを欲したことから、953年に発明された。
その後、1809年9月23日、イギリスのフレデリック・バーソロミュー・フォルシュが、特許を取得したのが最初。イギリスのジョセフ・ブラーマーも7つの特許を取得した。ブラーマーの特許の中には鉄ペンの着想もあり、「fountain pen」（英語で泉のペンの意）の名称を初めて用いている。1819年には、リューイスが2色の万年筆を開発している。また、パーカーが1832年に、てこを利用した、自動インク吸い取り機構を開発した。
その後の1883年に、アメリカ合衆国の保険外交員ルイス・エドソン・ウォーターマン（現・フランスの万年筆会社ウォーターマンの創始者）が毛細管現象を応用したペン芯を発明したことが今日の万年筆の基礎となった。

### 日本における万年筆の歴史

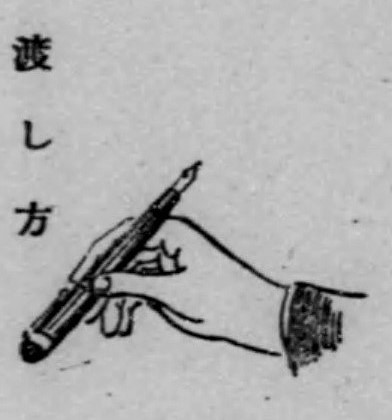
万年筆の手渡し方（国民礼法より）

日本では江戸時代後半の発明家国友藤兵衛が「御懐中筆」の名で万年筆あるいは筆ペンのようなものを発明していた。近代的な万年筆が日本に入ってきたのは1884年で、横浜のバンダイン商会が輸入し、東京・日本橋の丸善などで販売された。当時は後半部分がほぼ英名の直訳である「針先泉筆」と呼ばれており、「萬年筆」と命名したのは、1884年に日本初の国産万年筆を模作した大野徳三郎と言われている。大元堂の田中富三郎が万年筆の日本での普及に努めた。しかし、「末永く使える」という意味で「万年筆」の訳語を与えたのは内田魯庵というのが通説である。公文書へのインクの使用が解禁された1908年（明治41年）以降、毛筆に代わって普及するようになった。そして国産化も進んだ。当初はペン先を輸入し、木地師の技術を受け継ぎ轆轤を扱える職人がペン軸を造って仕上げた。大正時代にかけて、今日のセーラー万年筆、プラチナ萬年筆といった万年筆を含む筆記具メーカーが創業され、並木製作所（現・パイロットコーポレーション）は蒔絵を施した。ペン軸のエボナイトが紫外線で黄ばみやすい欠点を克服するため漆で補強し、輸出につなげる狙いがあった。国外で好評だったが、内田魯庵は「奇妙なもの」と酷評した。
日本の万年筆製造は第一次世界大戦後に盛んになり、統計上は不詳であるが1940年にはピークを迎え、世界第2位の輸出国となっている。昭和初期には1,000社を超えるほどメーカーが増えた。
しかし1940年には万年筆にも公定価格が導入され、軸外径、軸種、ペン先種、ペン先全長により15種（製図用を除く）に製品の規格化がなされた。価格は規格に応じて2円から4円95銭（税込）までとしたため、高級品の製造が控えられ、廉価品は質の劣化が進行した。1950年代および2010年代には年間およそ1,000万本前後が日本から輸出されている。
万年筆はペンとともに1960年代ごろまで、手紙やはがき、公文書など改竄不能な文書を書くための筆記具として主流であった。1963年にはセーラー万年筆がセーラー・ミニ（携帯時10.5cm、筆記時14.0cm）を、パイロットがキャップレスといった携帯性を重視した製品を投入している。しかし、1950年代以降はボールペンが品質向上により急速に普及し、主流の座を置き換えた。1970年代には公文書へのボールペンの使用が可能になり、また万年筆と類似の長所を備えた水性ボールペンも登場し、現代の日本において万年筆は事務用・実用筆記具としてはほとんど利用されなくなっている。むしろ、役所によってはサインペンと同等とみなされて使用禁止にされているところもある。1990年、消費者物価指数の対象品目から除外された。
一方で、趣味の分野では広まりがあり、1980年代以降は高級品が中心となったが、2000年代以降の日本では、高品質な低価格品の登場やインク色の多様性などを要因として、若年層にも広まっている。21世紀になると万年筆の希少性・独自性が見直され、趣味の文具やコレクター文具として復権し、万年筆を扱った書籍や雑誌が刊行されるようになっている。またオーダーメイドで手作りを請け負ったり、インクを調合したりする職人・企業もある。2016年には国立歴史民俗博物館（千葉県佐倉市）で企画展示「万年筆の生活誌」が開催された。

## 筆記具としての特徴
万年筆はそれ以前のつけペンと比べ、インクを内蔵して携帯性を備えた点で画期的であった。しかしこの特徴はボールペン（1940年代〜）やサインペン（1960年代〜）が登場して以降は特別ではない。現代ではメンテナンス不要で万人に扱いやすいボールペンが一般に普及し、筆記具の多様化も進んでいる。その中で万年筆は、長年使い続けられる個人用の筆記具として、また手紙やフォーマルな場面に適した筆記具として、またステータスシンボルやコレクションの対象として位置づけられている。
万年筆は金属製のつけペンと同様に、インクの伝う毛細管である切り割りを備えた金属製のペン先を用いている。そのため、低筆圧で筆記でき、ペン先の設計によりさまざまな筆跡や書き味が得られる。使い続けることでペン先に使用者特有の癖がつくため、貸し借りには向かないが、本人に馴染んだ書き味になっていく。筆跡に余分なインクが残りやすいため、これを吸い取るブロッターが利用されることもある。
インクを補充しながら長年使われるため、定期的な洗浄といったメンテナンスを必要とするが、ペン先の接触部分（ペンポイント）に耐摩耗性の高いイリドスミン合金が使用されるなど長寿命に設計され、好みのインクを入れて使用できる。高級品を中心に、ペン先に耐腐食性や弾力のある金を用いたり、さまざまな工芸装飾を施したり、手作業で製造・調整されたものも少なくなく、既製品のほか特注品も作られる。メーカーや店舗によっては、ペン先の調整や修理といったアフターサービスも提供される。
水性ボールペンやサインペンにおいても同様のことであるが、液体の水性インクを用いるため、ペン先の乾燥に弱く、紙によっては筆跡が滲みやすく、極端な温度・気圧変動や衝撃によってインクが漏れる場合もある。

## 構造

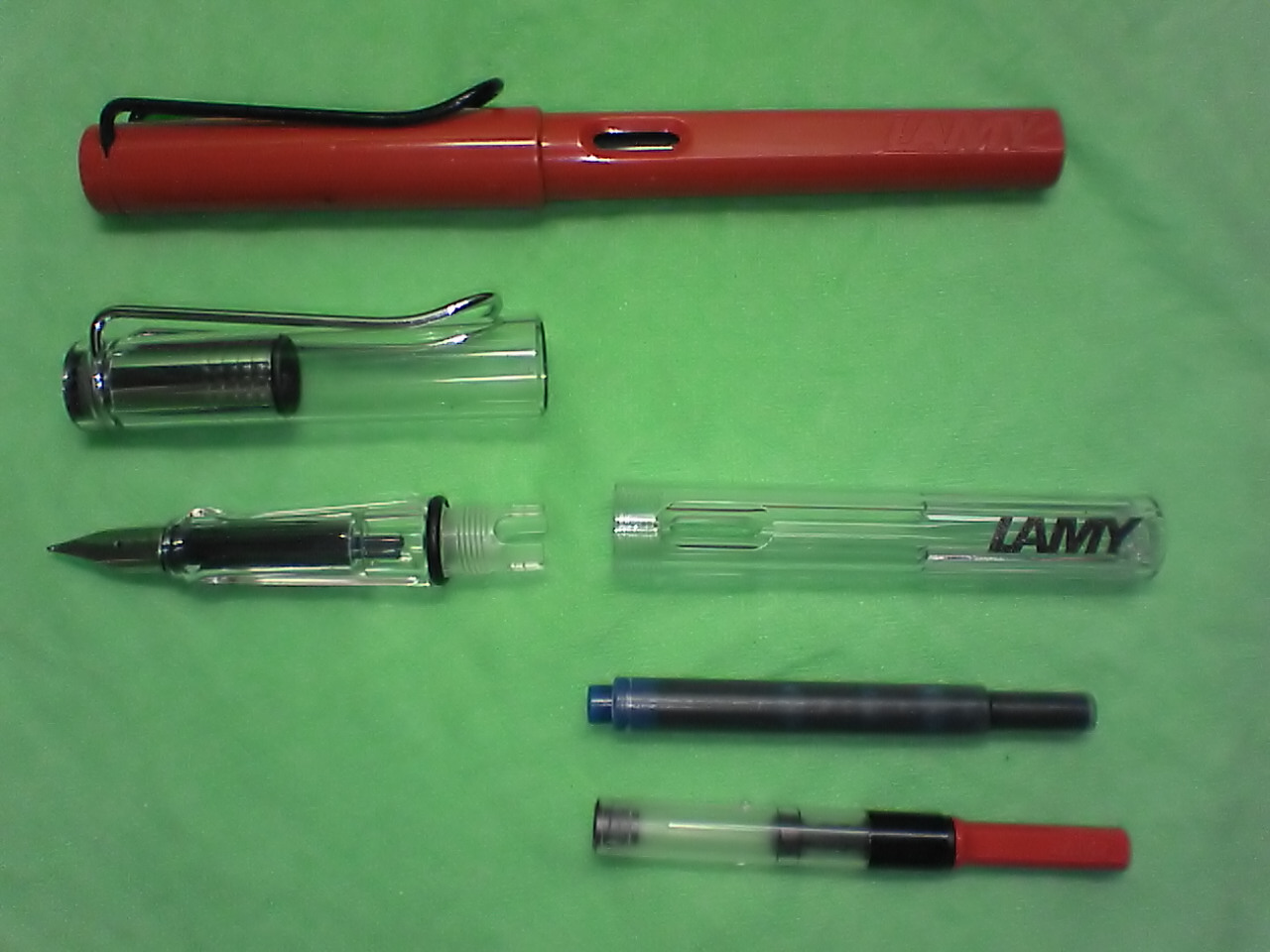
カートリッジ式万年筆のパーツ。一番上が全部を組み合わせた状態。以下、上から順にキャップ、本体、カートリッジ、コンバーターである。本体には窓があり、インク残量を視認できる。

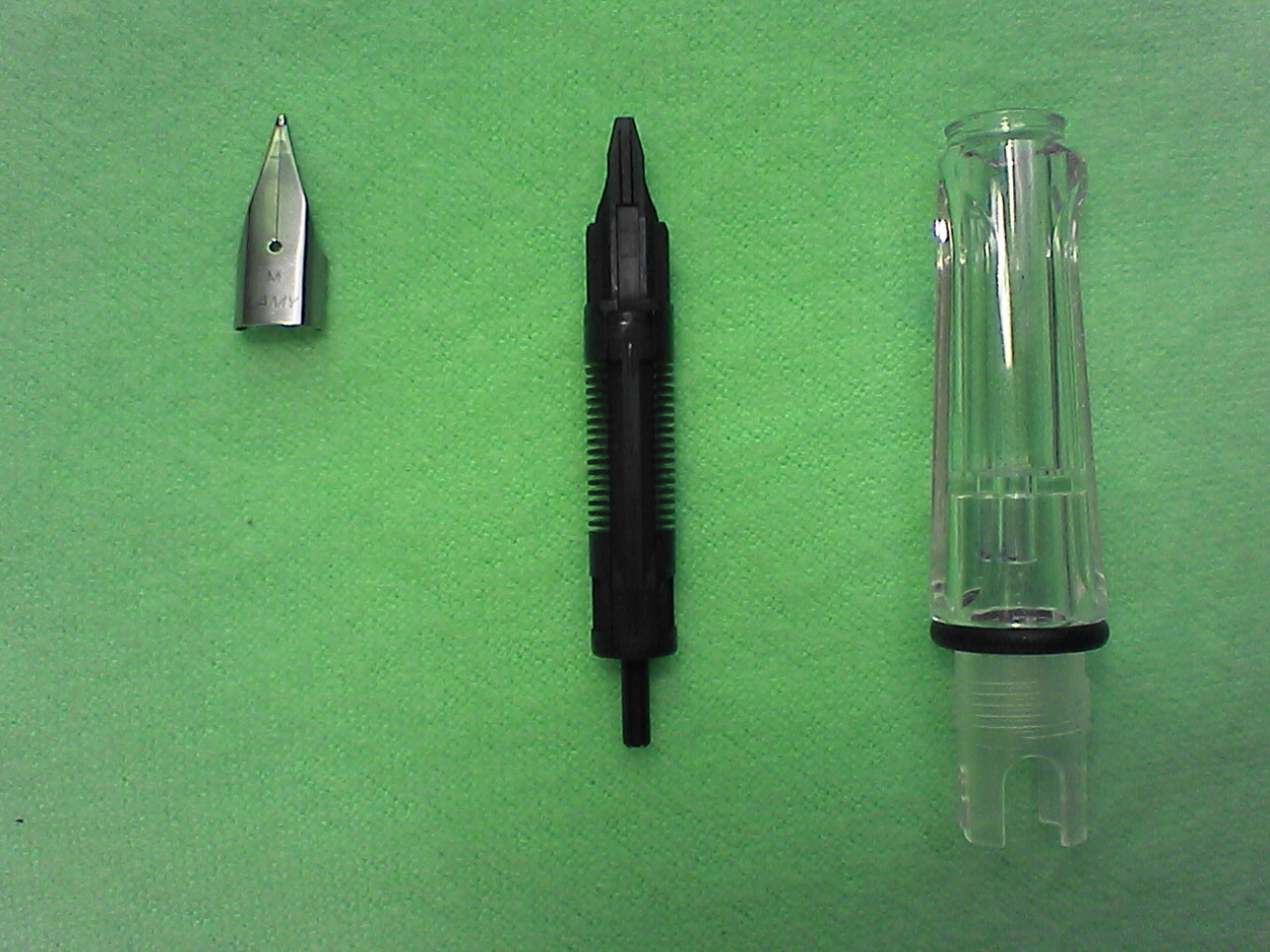
左からペン先、ペン芯、首軸

万年筆は多数のパーツを組み合わせて作られている。

### ペン先
ペン先（ニブともいう）には常時インクが接触していることから耐酸性が、強弱のある書き心地を実現するために適度な柔らかさが、長年使用することから耐磨耗性が、それぞれ必要となる。

#### ペン先の素材

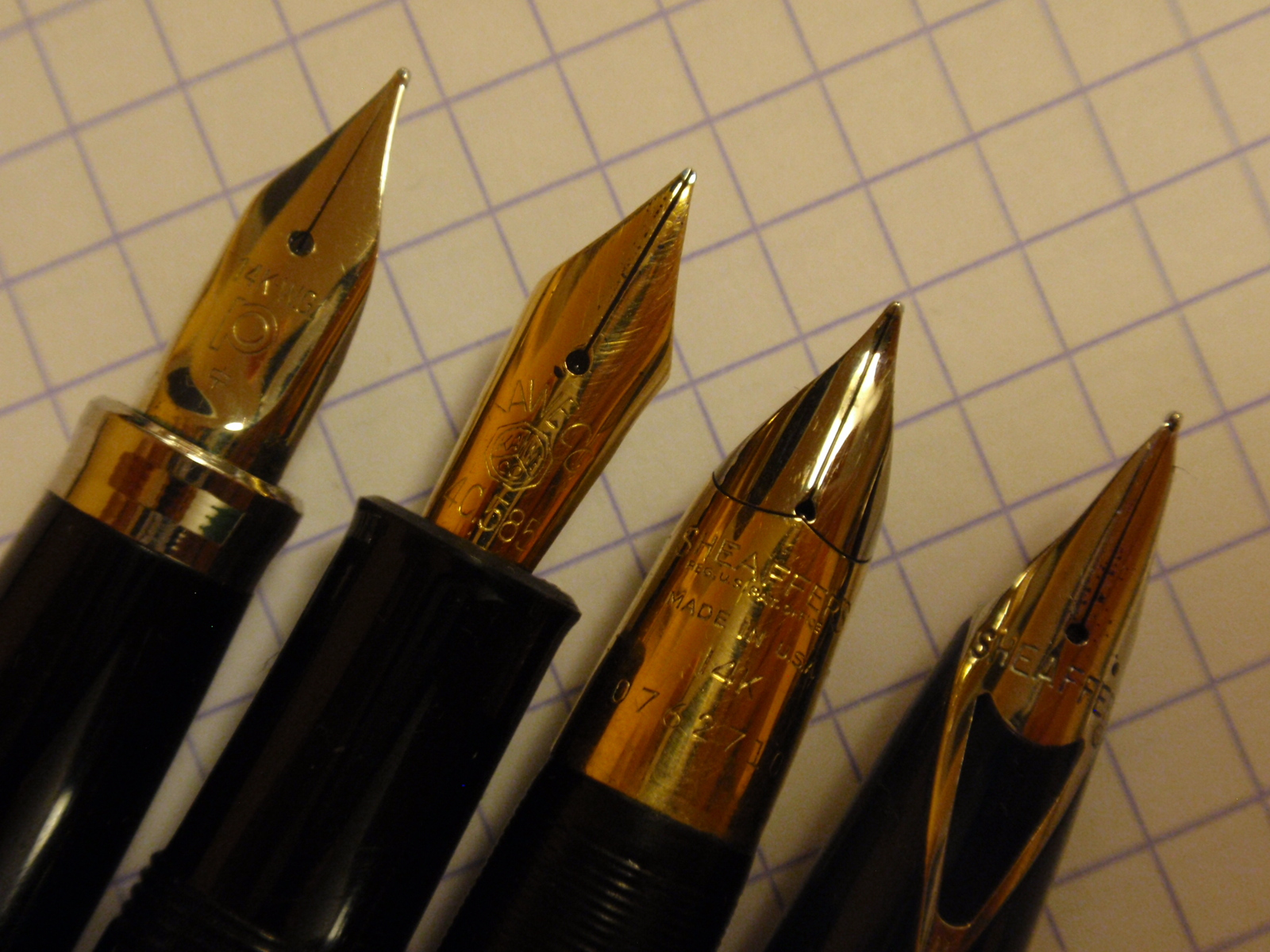
さまざまな万年筆のペン先

現在主にペン先に使われているのは、以下の素材である。
金
万年筆において一般に使用される素材で、ペン先の材質に不可欠な要素である強度と耐薬品性と柔軟性を兼ね備えている。純金（24K）のままでは耐久性に難を残すため各種金属を含む合金の形で使用され、配合率は58.5%（14K）から75.0%（18K）が一般的。耐久性の面では14Kのものがもっとも優れていると言われるが、フランス向けの需要から18Kのものも使用される。かつては、ペン先の金の配合率が高級感や書き味を増すと考えられ、日本国内メーカーを中心に金品位競争が激化した時期があり、最高で24Kまでエスカレートした。ルテニウムやロジウムでめっきされるものもあり、これらは銀色の仕上がりとなる。
なお、金は弾性に富むが耐摩耗性に劣るため、尖端にペンポイントと呼ばれるイリジウム（基本的に現在は用いられていない）およびオスミウムとの合金であるイリドスミンの玉が溶接されている。
鉄・ステンレス鋼
金を使用したペン先に比べ柔軟性は劣るが、コストパフォーマンスが優れており量産にも向くため、デスクペン、鉄ペンと呼ばれる低価格な商品では多用される。また、製品によっては金めっきされている場合もある。
あまり一般的ではないが、ぺんてる「プラマン」シリーズといった使い捨て・部品交換式の製品では、プラスチック製のペン先も使われている。

#### ペン先の形状
インクをペンポイントに導くとともに弾力を出すためペン先には切り込みが入っており、筆圧をかけたとき不用意に曲がらないよう剛性を出すため若干湾曲させてある構造が一般的。ペン先の切り込みは一般的には切り割りといい、ハート型や丸形をしているハート穴まで通じている。ハート穴は空気穴となっている場合が多く、筆記によってペン内部より排出されたインクと同量の空気をペン内部に供給している。空気の吸入はハート穴に拠らず、ペン芯に空気穴をあけることによって供給している場合もある。
ペン先は通常異なる太さのものが数種類用意され、EFもしくはXF（極細字）、F（細字）、FMまたはMF（中細字）、M（中字）、B（太字）、BB（極太字）、C（特太字）、MS（ミュージック）などと表記される。同じ太さでもメーカーや製品ごとの個体差があり、また紙とインクとの相性等にも大きく左右される。また、ニブが柔らかいソフトニブ（SF、SMなど）や、その他の特殊ニブも存在する。
日本メーカーのペン先は、欧米メーカーよりも半段階から一段階程度細く、インク流量も少ない。これは左から横書きする欧文と異なり、便箋に右から和文を縦書きする場合は書かれた文字の上を手がすべるため、インク流量が多いと字がすれて汚れること、線の少ないラテン文字に比べ、画数の多い漢字は細く均一な描線が必要なことなど、日本製のペンが和文筆記の特性を考慮していることによる。

### ペン芯
インクタンクからペン先へとインクを導き、またインクタンクに空気を取り込む（気液交換）ための部品をペン芯と呼ぶ。かつて、素材はインクに馴染みやすいエボナイトが使用された。現在ではエボナイト製のペン芯を使用しているメーカーは皆無に等しい。現在は合成樹脂を使用するものが多く、また、その方が精度が高いものを容易に大量生産することができる。インクタンクからペン先まで細いインク溝が掘られており、毛細管現象によりインクが常に供給されるとともに、空気の通り道となる空気溝が掘られており、インク供給で下がったタンク内の圧力を大気圧に戻す。ペン芯にはタンクから出たインクを一時的に溜める蛇腹状の溝や櫛溝が掘られており、気圧変動などによるインク漏れを抑える構造となっている。
ペン芯はペンそのものの性能や書き味を左右する重要な部位である。また、工作精度が低いものや、いわゆる「ハズレ」は、この部分に不具合を持っている場合がある。

### 本体（軸胴部）
万年筆のうち、キャップや胴軸（筆記する際に手で持つ部分）は重量バランスひいては書き味を左右する部分であり、かつてはセルロイド、エボナイトなどの軽量な素材が主に使用された。現在は、プラスチックやアクリル製、金属に塗装や鍍金加工を施したものがほとんどであるが、高級万年筆には、耐久性を重視してエボナイトを用いるもの、ブライヤー、黒檀、炭素繊維強化プラスチックなどの特殊素材を用いるものがある。セルロイドは取り扱いに規制があるため、類似した素材であるアセチルセルロース（アセチロイド）によりかつてのセルロイド製万年筆のような外観を再現する例もある。
デザインも万年筆の評価、価値を決める重要な要素であり、高級万年筆には貴金属、宝石で本体を装飾したものもある。日本では、漆塗や蒔絵などの伝統工芸を生かした万年筆が第二次世界大戦前から製作され、特に戦前の並木製作所（現・パイロットコーポレーション）の蒔絵万年筆は「NAMIKI（ナミキ）」のブランドで海外に輸出され、高い評価を得ている。
吸入式タイプであるものの多くは、インクタンク内のインク残量を見るための窓（インク窓）が設けられている場合が多い。単に素通し、透明プラスチックがはめ込んであるだけというものも多いが、高級なものではデザインの中に取り込む工夫がなされており、万年筆の意匠を特徴づける要素の一つともなっている。また完全に無色透明で中の機構を外側から見ることのできるものもある。ただしカーボン系のインクの場合、表面張力が小さいためインク窓表面全体にインクが広がり、かつインク自体透光性が低いため、インクの量を確認できない場合がある。

### キャップ
万年筆のキャップはペン先を保護するとともに、インクが乾かないように密閉しておく役割も持つ。このため、気密構造になっている。キャップの固定方法はネジ式と呼ばれるものになっているものが主流であるが、低価格のものを中心に嵌合式（パチンと音が鳴るまで嵌め込み固定するもの）のものも多い。嵌合式の場合、胸のポケットに入れて携行する場合、外れてインクが服に染み出すことや、勢いよくキャップを抜いたときの負圧でペン先からインクが飛び出すという事故が発生することもある。

## インクの補充方式
万年筆はインクを充填する方式により大きく2通りに分けられる。ひとつは、ボトルインクからペン先を浸してインクを吸入する方式、もうひとつはペン軸内にインクの入ったカートリッジを装着して使用する方式である。

### 吸入式
ペン軸内にインクを吸入するための機構が内蔵されているものを吸入式といい、吸引式と呼ばれることもある。ボトルインクに入ったインクを吸入して用いる方法で、後述するカートリッジ式や、コンバーター（吸入器）式のものよりも多くのインクを一度に充填することができる。万年筆が考案された当初から使われている形式で、現在でも高価格帯の製品を中心に多くのモデルで製造されている。
かつては吸入装置はさまざまな方式があったが、現在の吸入装置のほとんどは回転吸入式と呼ばれるピストンを上下させることでインクを吸い上げる方式のものになっている。使用できるインクの種類が多いうえ、インクを出し入れするときに細かいゴミなどを同時に掃除することが可能であり、それがメンテナンスとしての役割も果たす（パーカー、モンブランなどの一部のメーカーは洗浄成分をインクに混入させている）。カートリッジ式を採用した製品では、コンバーターを装着しない限りこの掃除機能は望めない。しかし、後述のコンバーター（吸入器）式に比べると、構造の劣化が危惧されメンテナンス性の問題があるうえ、ペン内部の洗浄がしづらいといった欠点がある。

### コンバーター（吸入器）式
カートリッジ、コンバーター両用式ともいわれる。カートリッジを挿す部位にコンバーターと呼ばれる吸入器を装着し、インク瓶からインクを吸入できるようにするものである。カートリッジ装着部に取りつける構造上の都合から、吸入できる量はカートリッジ式とほぼ同じか若干劣るものの、基本的には吸入式と同じく使用できるインクの種類が多く、インク装填時にペン内部を掃除することができるなどの利点がある。そのため、昨今の主流であるカートリッジ式と違い、コンバーター購入等の初期費用がかかることが多いが、インクにかかるコストを考慮に入れると長時間筆記し続けることが多い人には適した方式ともいえる。
吸入式に比べ、吸入機構が劣化しても修理に出す必要がなく簡単に交換できる点や、ペン内部の洗浄がしやすいといった利点がある。しかし、吸入式に比べるとインク蓄量が少ないといった欠点がある。最近は、吸入式と違い後述のカートリッジ式と機構を共用できることから、コスト面からこの方式を吸入式の代わりとして用いているメーカーが増加傾向にある。
コンバーターは基本的に消耗品であり、抜き差しを繰り返すと差し込み口が弱くなるという欠点がある。
回転吸入式と呼ばれているものでも一部は内部にコンバーターが入っているタイプもあるのだが、外見上からはわからない。

### カートリッジ式
ウォーターマンが開発した方式である。現在は、インクの補充を簡単に行うため、インクを詰めたカートリッジが広く使われている。カートリッジの形状はメーカーごとに異なっており、ペンの製造メーカーから供給されるカートリッジを使用するのが一般的であるが、ヨーロッパのメーカーの多くでは欧州共通規格のカートリッジが採用されており、この場合は欧州共通規格を採用する他のメーカーのインクを使用することが可能である。ただし欧州のメーカーであっても独自規格のカートリッジを採用するメーカーもあり、またペンの種類によって利用可能なカートリッジが異なっている場合もある。欧州共通規格と称していてもメーカーによって微妙に形状が違う場合がある。また、カートリッジ式の場合、ランニングコストが吸入式の5倍近くになると言われている。
カートリッジ専用（コンバーター不可）の万年筆においてインクにかかる費用を抑えたり、好きなインクを使うために、使用後のカートリッジに注射器やスポイトなどで瓶のインクを詰めれば瓶のインクを使えるが、カートリッジが劣化したときや、カートリッジの差し込み口が緩くなってしまうと、インクが漏れてしまい危険である。もちろん、メーカーの保証外行為のため自己責任となる。

### インキ止式
昭和30年ごろまでは主流の方式であった。イギリスで開発されたがイギリス製の現存数は大変少なく、日本では大変に普及した方式である。
構造は大きく分けてキャップ、首軸、胴軸、尻軸に分かれている。首軸、尻軸はねじが切られており、首軸を外してスポイトなどでインクを直接胴軸に入れる方式である。伝統的技術で作られた商品は、首と胴のねじ部分は、パッキンなどをいっさい使わずに、すりあわせだけでインク漏れを完全に防いでいる。尻軸を引き出すことができるため、オノトプランジャー式（吸入式の一種）と勘違いされ、ペン先をインクに浸して直接吸う仕組みと誤解されることが非常に多い。筆記の際には尻軸を緩めて内部の栓を緩め、インクがペン芯に行き渡るようにしてから筆記する。ただし、過去のものでペン芯や首軸構造が不完全なものは、尻軸を緩めるだけではインクが流れないことが多く、軸を振って使用する構造のものだというような解釈がなされていた。本来の完全な商品では、尻軸をゆるめ遮断弁を解放するだけで、持続して筆記できる。
胴軸全体がインクのタンクとなるため、他の方式と比べインク容量は群を抜いている。そのため、インクが少なくなったときは軸の中の空気が膨張・収縮してインクが漏れてきてしまうため、尻軸を閉めている時は、胴軸内のエボナイトの棒がペン芯へのインクの供給路を塞ぐ（この点が、「止」めるという名称の語源）仕組みになっている。インキ止式に類似しているがインクを止めるための部品がなくインクを遮断する機能のないものはアイドロッパー式と呼んで区別する。
現在では、ごくわずかのメーカーでしか作られていない方式である。蒔絵を施す万年筆として、エボナイト製のインキ止め式はもっとも高価なものであり、蒔絵を施したエボナイト製インキ止め式万年筆は日本国外で人気が高い。合成樹脂が一般的になってからは、製造されなくなった構造であるため、過去の品物の素材はエボナイトまたはセルロイドがほとんどである。

## 万年筆のインク

### インクの種類と組成

#### 染料インク
一般に万年筆用のインクとしては染料系のインクが用いられており、発色に秀でるが、耐光性・耐水性に乏しい場合が多い。自分で調色可能な染料インクも販売されている。

#### 没食子インク（古典インク）
旧来、万年筆を使用してそれらの性質を必要とする公文書などを書き記す場合、化学反応によって紙に定着するタイプのブルーブラックインク（没食子インクの一種）が使われてきた。このインクはイオンの状態で鉄を含んでおり、これが酸化されて黒色の沈殿を生じる事によって紙に定着する。これの反応が進む様子はインクの色によって知ることができ、筆記直後には比較的青い色をしているものが、日にちが経って反応が進むと次第に黒ずんでくる。このタイプのインクは、強い酸性を示し、金属を侵す事でも知られ、時代につれ生産から撤退するメーカーも少なくない。万年筆のペン先として金が多用される理由の一つは、酸性のインクに侵されない耐薬品性の強さである。なお、現在ではブルーブラック以外の色の没食子インクも販売されている。

#### 顔料インク
顔料系のインクは滲みにくい明瞭な筆跡を持ち、耐水性、耐光性はあるが、インクが乾くと目詰まりを起こし万年筆が使えなくなるので敬遠されてきた。製図や漫画の製作その他によく使われるインディアンインクも詰まりやすいことから使えない。現在では万年筆用の超微粒子顔料インクが実用化されているが、洗浄が非常に困難になるので使用に際しては使用後にキャップをする、メンテナンスを怠らないなどの特別の注意を払う必要がある。顔料系インクの使用に適さない万年筆もある。
万年筆のインクには色素成分の他に、界面活性剤が含まれている。界面活性剤は、インク中に含まれる水分の表面張力を低減させペン芯に於けるインクの流れを良くすると同時に紙にインクを染み込み易くさせる役割を果たしている。界面活性剤の量によって染み込み具合が異なるため、ペン芯とインクとの相性や裏抜けといった現象が発生する。

### インクの供給形態
インクは、大きく分けてボトルインクに入っているものとカートリッジ入りの2種類の形態で流通している。
ビン入りのインクは、一般的にはカートリッジ式のものより単価が安く、色の種類も豊富である。化学変化により紙に定着するタイプのブルーブラックインクや顔料インクなどの特殊インクについても瓶詰めで供給されている場合が多い。このため、万年筆を多用する人や万年筆に趣味性を求める人などに愛用されている。
これに対してカートリッジインクの長所はインクの充填作業が簡単になることと、小分けされたプラスチックカートリッジの状態であることから、携帯が楽なことである。ただし、典型的な色しか用意されていないことが多くインクの液容量あたりの価格もボトルインクに比べて高価である。また、メーカーによってはカートリッジでもビン入りインクには無いラインナップを揃えていることもあるので購入の際は注意が必要である。

### 国内インクブランド
日本国内では多種多様多彩なインクが、現在でも製造・販売されている。主な国内メーカーは以下の通り
- パイロット -「ink (インキ)」・「iroshizuku (色彩雫)」・「TSUWAIRO (強色)」他
- プラチナ萬年筆 -「INK (インク)」・「MIXABLE INK (ミクサブルインク)」・「Chou Kuro (超黒)」他
- セーラー万年筆 -「INK (インク)」・「SHIKIORI (四季織)」・「KIWAGURO (極黒)」他
- ナカバヤシ（タッチア）-「SUNAO-IRO (すなおいろ)」
- 寺西化学工業 -「Haikara Ink (ハイカラインキ)」・「SPARKLE INK (スパークルインキ)」
- 呉竹 -「アール・ヌーヴォーカラーインク」
- 竹田事務機（TAG STATIONERY）-「kyo-iro (京彩)」・「kyo no oto (京の音)」

### ご当地インク
近年、万年筆を含む文房具に対する趣味の高まりによって、地方の文具店が企画・販売する「ご当地インク」が登場している。当インクは、地元の風景などをイメージして調合されている。2007年に兵庫県神戸市のナガサワ文具センターが「Kobe INK 物語」を発売して以降、全国に広がりを見せている。

### インク沼
主に若い女性を中心とする、万年筆のインクに対する趣味の広がりによって生まれた。「沼」には、その分野から逃れられないほど没頭してしまうという意味があり、「インク沼」はインクに没入したという意味で使われる。 上欄の「ご当地インク」や消費者自身でインクを調合するといった新しい形の文房具趣味が広がっている。2012年ごろから、主にインクを収集、万年筆の収集といった形で広まり始めた。 インク沼をメインとしたイベントも開催されている。

## 使用方法

### インクの充填
万年筆は軸の中にインクを貯めて、そのインクを毛細管現象によりペン先に導くことによって筆記可能な状態を保つ構造を持つ。したがって、使用する前にペン軸の内部にインクを入れる必要がある。

#### カートリッジインク式万年筆の場合
インクカートリッジの形状は各社さまざまであるが、カートリッジインクの場合はカートリッジを装着するだけで使用可能となる。具体的には、首軸部分にカートリッジを正しい方向で奥まで差し込めばよい。装着手順の詳細はメーカーによって異なり、例えばパイロット、セーラー製ではまっすぐに、プラチナ製では右に回転させながら差し込むよう説明されている。また、装着後にインクを馴染ませるためにカートリッジ側面を軽く押さえる方法もある。シェーファーだけは少し変った方法を推奨しており、カートリッジを、軸（首軸ではない方）の中に入れそのまま首軸にねじ込む方式である。（モンブランの一部にもある）

#### コンバーター（吸入器式）の場合
同じメーカーの同じカートリッジを採用したペンであっても、コンバーターを利用できるものとできないものがあったり、固定方式などの点においてバリエーションが存在する場合があるので、原則として取扱説明書に記載されたメーカー推奨の組み合わせで使用する方が良い。欧州共通規格を採用したものであっても、他社のコンバーターを使用するとインク漏れなどの原因となることがある。なお、コンバーターも消耗品であり、抜き差しを繰り返すことによって差し込み口がゆるくなってくる。

#### ビン入りのインクを補充する場合
吸入式やコンバーター式の万年筆を使う場合には、ボトルインクに入ったインクを使用することになる。
細かい手順は万年筆やコンバーターの種類によって異なるので製品に付属する説明書に従って操作しなければならないが、大まかな手順は共通している。まず、インクタンクの内部から空気を追い出すように操作する。その状態のままインクビンのインクの中にペン先を入れて、吸入動作をする。このとき、ペン先をつける量はペンによって異なるが首の部分まで浸さなければ空気を吸ってしまうことになり、インクを充填できない。これは吸入が空気穴を通じて行われるからである。充填が終わったら、余分なインクを拭き取り、使用する。
インクボトルに残っているインクの量が減ってくると、インクを吸入するのが困難になる。このような場合は、小型の容器に移し替えたり、新しいインクを継ぎ足したりして使う。ただし、古いインクは変質していたりゴミが混入していたりする場合も多いので、インクの注ぎ足しはあまり推奨できる行為とはいえない場合が多い。モンブランのインク瓶やパーカーのインク瓶（ペンマンインクのみ）では、瓶内に小区画を設定して、そこにインクを流し込むことで、インクの量が少なくなってもペン先を十分に浸すことが出来るようにするなどの工夫を行っている。また、2010年代以降のセーラーやパイロットの顔料系インク瓶製品を中心に、インク瓶の口にプラスチック製で漏斗状の構造物を付け、インク瓶を一度逆さにしてこの漏斗状部分にインクを貯め、ここにペン先を挿入することで、少量の残量でも使い切る事の出来る製品が出ている。

### 筆記法
一般的には、他のペン同様親指・人差し指・中指の3本の指で保持するが、どこを持つかは、その人の手の大きさ、万年筆の大きさ、重量バランスなどにも拠るので一概には言えない。寸軸のように太いペンでは5本全ての指で抱えて持つからである。ヨーロッパでは万年筆の持ち方が初等教育段階で指導されており、学童用の万年筆には正しい持ち方ができるように面取りしてあるものもある。
ペン先を紙に当てる角度は、ペン先の研ぎ方にも拠るが、やや寝かせて書くのが一般的のようである。ボールペンのように垂直に近い角度で使うのは推奨されない。
欧文を書く場合は、寝かせて書く方が書きやすい。漢字、日本語を書く場合にはこれは当てはまらず、やはり、鉛筆同様の角度50度前後の角度で書いた方が書きやすい。
ねじれ方向の角度に関しては、通常のペン先の場合、ペン先が紙に対して平ら、筆記方向に水平にあたるようにしなければならない。もし、ペン先がねじれて紙と接するように使ったとすると、引っかかるばかりでなく、割り切りの内側の角が削られて、かすれの原因ともなる。ただし、楽譜用など特殊用途のペン先には、ペン先を紙面・筆記方向に垂直に当て、縦線を細く横線を太く引く設計のものがある。
かなり弱い筆圧でも筆記に支障はない。むしろ強い筆圧で柔らかい（よくしなる）ペン先のものを使うと割り切りが開いてしまいうまく書けない。そのため一般に筆圧が強い人には硬いペン先のものの使用が推奨されている。いずれにしてもペン先が反り返ってしまうほど高い筆圧を掛けての使用は故障の原因となる。
筆記角度については年代にも左右される。1970年代は筆記角度が80度ぐらいで使われるのが普通であった。また、大正時代のオノトも似た筆記角度である。

### メンテナンス
万年筆の故障のほとんどは長期間使用しないことにより内部でインクが固着することによって引き起こされる。このため、万年筆にとっては日常的に使用されペン先にインクが供給され続けることが一番のメンテナンスである。吸引式の場合インクの補充の際、インクが本体の埃や固まりかけたインクの塊を押し流す役割を果たす。カートリッジ式の場合、この機能を期待できない。長期間使用しないときは、内部のインクを抜き、洗浄し十分乾燥させてから保管する必要がある。
洗浄の際にはカートリッジ式の場合はカートリッジを外しペン先を水またはぬるま湯に浸してそのまま数日放置し、内部のインクが流れ出るのを待つ。一方、吸入装置を内蔵する万年筆またはコンバーター式万年筆の場合はインクが内部に残っている場合インクの変質を防ぐため内部に残っているインクを全て廃棄し、水にペン先を浸け何度か水の吸入・排出を繰り返し、汚れた水を交換しながらペン先から出る水が無色になるまで続ける。洗浄の際に熱湯を使うと万年筆本体を傷めるので絶対に使用してはならない。

### ペンクリニック
万年筆メーカーが販売した万年筆のメンテナンスを行うために文具店や百貨店などで無料の出張メンテナンスを行なっている。ペンクリニックではペン先調整のほか簡単な修理、万年筆に関する相談等を行う。ペン先調整ではインクフローの改善、筆記時の引っ掛かりの解消などを行う。一般的にメーカー所属又は関連企業所属のペンドクターが行うが、川口明弘や長原幸夫(いずれもセーラー万年筆から独立)のようにメーカーから独立して活動する場合もある。メーカー主催の場合、自社の製品だけでなく他社の製品のメンテナンスを行うことが多い。 また、文具店が自社のサービスとして行う場合があり、その場合は有料となることがある。

## デスクペン（万年筆）

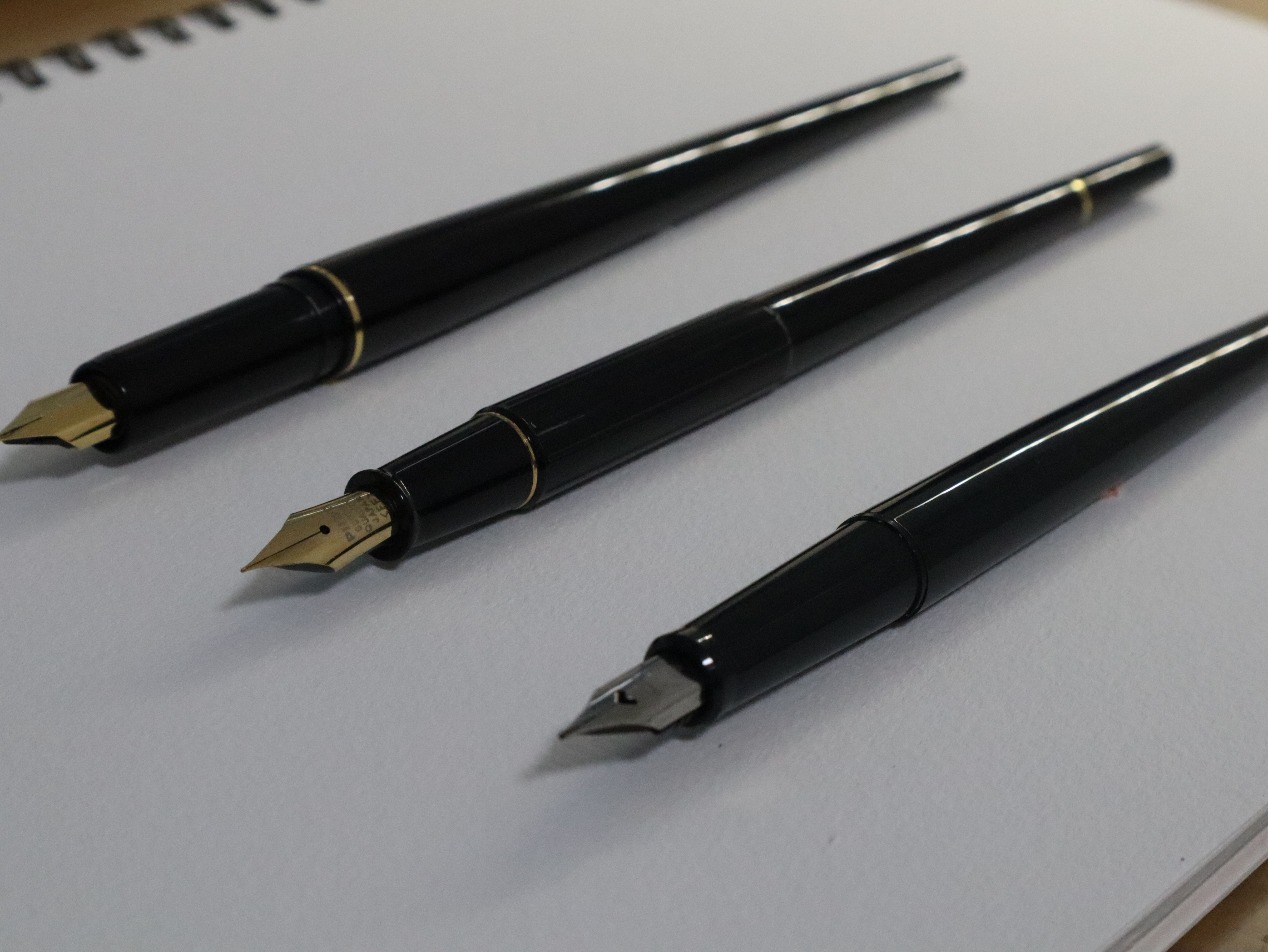
デスクペン

デスクペンとは、デスク（机上）で使うことを前提につくられた万年筆やボールペンなどの総称。。またデスクペンは、以前まで万年筆（卓上万年筆）が主流だったが、現在はボールペン型のデスクペンも市場に出回るようになった。ここでは、万年筆型のデスクペンのみ記す。
1955年に、プラチナ万年筆が「YONESS デスクペン」を発売。山一証券などが自給式デスクペンの使用を推奨し、以降万年筆型のデスクペンは多く使われるようになり、各社から多くの種類や価格帯が販売された。しかしボールペンの登場で、ボールペンに市場が変わったため現在は、中屋万年筆・パイロット・プラチナ万年筆・セーラー万年筆のみが万年筆のデスクペンを製造販売している。
特徴
通常の万年筆とは異なり、クリップがついておらず、外観・ニブ刻印ともにシンプル。万年筆に比べて軸が長く、尾軸の形状がシュッとすぼまっているのが特徴である。
また、ホテル等の施設での受付・履歴書や公式文書・ペン習字で主に使用されるため、ペン先のニブは細字用が主流である。

## メーカー

### 日本

#### 現在製造または販売中のメーカー
セーラー万年筆・パイロットコーポレーション・プラチナ萬年筆の3社は、俗に「3大メーカー」と呼ばれる。
セーラー万年筆
1911年に創業し日本初の14金ペン先を製造、1917年に万年筆完成品の製造を開始する。同社の職人である長原宣義により考案された特殊なペン先(長刀研ぎなど)は国内外において評価が高い。現行では「プロフィット」シリーズと、「プロフェッショナルギア」シリーズが代表的製品。 英国王室御用達ブランド「DAKS」 の筆記具を製造する。 万年筆のペン先には「14金」、「18金」が主に使用される中、珍しい「21金」を使用した製品を製造・販売する。その一方で「18金」を使用する自社ブランドの製品は販売されていない。また、「四季織」シリーズという、万年筆のシリーズも販売する。
パイロットコーポレーション
1914年にイリドスミン製ペンポイントの製造に成功、1916年に純国産万年筆の製造に成功、1918年に創業。子供向けの万年筆から軸に蒔絵を施した最高級品まで幅広く取り揃える。「CUSTOM」シリーズやノック式のキャップレスが代表的製品。なお、「NAMIKI（ナミキ）」は、パイロットコーポレーションのブランド。元々は海外における同社の商標だったが、現在では国内でも最高級蒔絵万年筆に限り使用されている。一時期、マリオ・ヴァレンティーノとイヴ・サンローランのライセンス生産をしていた。
プラチナ萬年筆
1919年に創業。1956年に世界初のカートリッジ方式を実用化。万年筆通であった梅田晴夫と研究グループが開発した「プラチナ#3776」はロングセラー商品となっている。これに現行では「PRESIDENT」や「出雲」シリーズなどが加わっている。かつてはPLAYBOYやクレージュのOEM生産をしていた。
ワンチャー
2002年に米国で創業（2011年日本法人化）。元は万年筆の卸売業者であったが、伝統工芸職人らの協力を得て自社製品を製造している。2018年に「ドリームペン 誠漆」を発売以降、「ドリームペン」シリーズが代表的な製品となっている。。
ナカバヤシ
「TACCIA」ブランド。2003年にデザイナーのシュージェン・リン（Shu-Jen Lin）がカリフォルニアに設立したブランドを2018年から、日本のナカバヤシが事業譲受し製造・販売をしている。
日興エボナイト製造所
「エボナイトを広く愛される素材に」というスローガンのもと、笑暮屋ブランドにて2009年から独特なエボナイト万年筆の生産を開始。
秋田研磨工業
秋田県にてサファイアガラスや人工ルビーの加工を行うメーカー。近年、世界初となる人工ルビーのペン先を持つ万年筆「KEMMA」を開発し、発売している。
OHTO
FF01・FF02や、過去にはタッシェシリーズなど、低価格なものを中心にラインナップしている。また、OHTOのカートリッジインクは欧州共通規格なので別の会社(ペリカンなど)でも使うことができる。
その他にも、寺西化学工業が『ギター万年筆』ブランドで万年筆を販売しているほか、セキセイは『AZOEX（アゾン）』、呉竹も『くれ竹万年筆』で万年筆を販売している。

#### 手作り・ショップブランドメーカー
中屋万年筆
元プラチナ萬年筆の職人らが創業。注文者の好みに応じて、ペン先やデザインを調整している。屋号の「中屋」はプラチナ萬年筆から許可を受けて使用している。
大西製作所
加藤清（カトウセイサクショカンパニー社長）の嘗ての弟子である大西慶造が開業。全ての工程を大西が一人で担当している。
masahiro万年筆製作所
総エボナイト製を謳っており、ペン芯もエボナイト削り出しの万年筆を製造している。M形吸入方式が有名なメーカーでもある。
万年筆博士
カートリッジ式の万年筆をオーダーメイドで制作している。鳥取の工房では書き方の癖をチェックしてペン先の微調整してくれる。
万年筆工房FURUTA（久保工業所KUBO）
久保幸平が手作業でオリジナルペン先と万年筆を製作する「久保工業所」で修行している弟子の古田清悟の工房。オールハンドメイドの万年筆や、オリジナルペン先を製作している。
京都セルロイド
セルロイド製軸の筆記具を製造。和柄の他にもセルロイドの紐を組み紐の技術で軸に編み込んだ万年筆もある。
エイチワークス
万年筆専門店フルハルターと共同で万年筆を製造。1994年から万年筆を製造している。作者の体調不良により長らく生産を休止していたが最近、復活している。
川窪万年筆店
現在でもインキ止め式やレバー式（吸入式の一種）万年筆を製造・販売している。また19世紀以降に販売された万年筆の修理も受け付けており、補修パーツが無い場合も自作して修理する。
スティロアート軽井沢
北軽井沢に工房を構え、数野元志が天然の無垢の木の万年筆を手作りしている。

#### 過去に製造または販売していたメーカー
モリソン万年筆細字の万年筆で人気を博し、関西では2割のシェアを得た。1970年に生産終了。2015年以降は工房を改装したカフェバーを経営するかたわら、各社筆記具を展示・販売している。
大元堂1918年から大阪で「プッシュ万年筆」という製品を製造・販売していた。
スケーター株式会社1938年より万年筆の製造・販売を手がけていたが、2025年現在は弁当箱や水筒の企画・販売を行っている。
センター萬年筆奈良県御所市で営業中だが、現在は万年筆の製造は行っておらず、販売のみを行っている。
帝国金ペン株式会社1916年創業。Teikinブランドで万年筆を製造。現在は不明。
サンエス萬年筆戦前はスワン、パイロットとともに三大メーカーに数えられ、その筆頭であった。販売元は細沼産業株式会社。戦後に倒産。
スワン萬年筆戦前の三大メーカーの一角。隅田川沿いに本社があった。英国スワンと商標権訴訟で勝利したが、後に倒産。
ウエル萬年筆正式にはダイヤモンド産業ウエル万年筆本舗。小林一三が出資して設立された。
カトウセイサクショカンパニー「加藤製作所」とも表記される。大阪の万年筆職人だった加藤清が営んでいたメーカー。加藤の死去によって廃業。現在は嘗ての弟子であった大西慶造が「大西製作所」として開業する形で継承され、経営している。
ロングプロダクツ過去には不二ゼットというメーカーだったが、取引先のあおりを受け倒産し、ロングプロダクツとして再開。セルロイドやアセテート製の万年筆を製造していた。他社向けに鉛筆補助軸も製造していた。なお、2012年に代表である藤本寛氏の逝去とともに廃業した。前身の不二ゼット万年筆株式会社は、大阪市東成区大今里西3-10-10にて1949年4月に設立した会社である。1953年に不二ゼット万年筆がドイツのロットリング社のパイプペンをヒントにしたペン先のない万年筆「Zペン」を開発。さらに、 11種類の線幅が書ける製図ペン、「テク二エース」が国内で大ヒットした。
大橋堂
大正元年創業。宮城県仙台市にある工房で手作業で加工していた。インクカートリッジはセーラー万年筆の標準品を使用する。
石川金ペン製作所万年筆用のペン先を製造していた。
立川ピン製作所「新ペン先」と「ラインマーカーA.T」いう描画用万年筆をラインナップしていた。「タチカワ」、「日光」のブランドでGペン、スクールペン、丸ペンなどのつけペンのペン先製造を行っている企業である。
三菱鉛筆1984年よりバレンチノ・ガラヴァーニ（Valentino Garavani、スーツのデザイン等を手がけている）と契約し、そのデザインの元で万年筆及びボールペン、シャープペンを販売していた。インクはセーラー万年筆のカートリッジインクと互換。デザイナーとの契約終了に伴い、販売終了。また、マリ・クレール、EXCEEDの筆記具も生産していた。
トンボ鉛筆デザインコレクションにラインナップがある。2017年にZOOM101の廃番により製造中止。
ぺんてるエクスキャリバー、ランスロットのブランド名で販売していたことがあったほか、バーバリー、レノマ、パーソンズのライセンス生産をしていたこともある。
ゼブラジョバンニ・バレンチノ、ELLEのライセンス生産をしていた。
他、多数のショップブランドなどが存在した。

### ドイツ
モンブラン1993年、スイスの高級品コングロマリット「リシュモン（Richemont、Compagnie Financière Richemont SA）グループ」の傘下になった。圧倒的なブランドイメージもあり、作家から一般人まで幅広い人気を誇る。とりわけ「マイスターシュテュック」は著名である。現在は日本輸入筆記具協会から脱会、製品を一部高級品に絞り込む戦略を採っている。過去の製品との互換性がない為、ビンテージ品の購入には注意が必要である。
ペリカンモンブランと双璧をなす万年筆の代表的メーカーで、フラッグシップモデルである「スーベレーン」は作家から一般人まで世界中に多くのファンを持つ。インクの吸引機構に回転吸入式を使用するなどの旧来の設計にこだわった製品が多い。
ラミー最先端を指向するデザインの筆記具を製造する。技術力の保持を目的として、ドイツ国内自社生産にこだわる。またデザインにも力を入れていて、外部の人にデザインを委託する商品も多い。途上国の安い人件費の恩恵を受けられない弱みは、生産ラインの機械化で補っている。主力製品「safari」は本国の学生に人気がある。
ファーバーカステル木軸のものを多く製造している。世界で初めて六角形の鉛筆を製造したメーカーとして名高い。機構部はペリカンが担当。
ロットリングニューウェルブランズの傘下。製図用ペンが有名。
ステッドラー万年筆メーカーとしてよりも、製図用高級鉛筆や製図用芯ホルダーの製造で知られる。
ヴァルトマンスターリングシルバー製の筆記具が多い。世界初のツイスト式二色ボールペンの復刻版「エポック1958」（黒・赤の油性リフィル以外に交換スタイラス付き）、革装のボールペン「バロン」が有名。
カヴェコ専用革ケースに入った携帯用万年筆とボールペンのセット「カヴェコ・スポーツ」（復刻版）が有名。
シュミットテクノロジードイツの機械・センサーメーカー。ペン先、ペン芯、その他筆記具用部品も製造している。カランダッシュや大西製作所等に部品を供給している。
ピーターボック著名なニブメーカー。ペン芯も製造。ペリカンやクロス等に部品を供給している。

### イギリス
パーカー創業はアメリカ。ニューウェルブランズの傘下。一時代を築いた大人気製品を多く抱え、コレクターも多い。デュオフォールドは首脳会談の調印式で頻繁に登場している。第二次世界大戦中、アメリカ軍はフィリピンの抗日ゲリラに対し、パーカー社の万年筆を勲章の代わりに授与した。
ヤード・オ・レッド銀製の繰り出し式メカニカルペンシルで著名なメーカーであり、万年筆についてはあまり有名とは言い難いが、過去には関連会社が現在のパイロット・キャップレスのようなニブが繰り出される仕組みの万年筆も製造していた。
デ・ラ・ルーブランド名はオノト。同社は既に万年筆の製造はしていないが、コレクターに人気が高くビンテージ品として高値で取引されている。夏目漱石が愛用していたことでも知られる。現在では丸善がオノトのブランドを借り受け復刻版を限定生産しているが、オリジナルのオノトプランジャ方式では無く、コンバータ/カートリッジ兼用の一般的インク供給方式の万年筆である。
ダンヒル初期にはモンブランが製造していたが、後にパイロットが機構部を担当し、スイスで生産されていた。現在はシュミットから供給された部品を使っている。英国のオークションハウスボナムズにてビンテージのダンヒルナミキ万年筆が高額落札された逸話がある。
ダックスセーラー万年筆が製造している。
コンウェイ・スチュアート現在は消滅。

### イタリア
アウロライタリアで初めて万年筆を製作し、ペン先からボディに至るまで全て自社で生産する。特に胴軸部分には自社独自のカラフルな「アウロロイド」を使用している。筆記具として初めてMoMA美術館に永久保存されたメーカーとして有名である。
デルタ1982年創業で歴史は浅いが、イタリア国内有数の万年筆メーカーに成長。製品としては有名なドルチェビータや、世界の少数先住民族にスポットをあてた限定万年筆「インディジナス ピープル コレクション」などがある。映画『クローズド・ノート』に「ドルチェビータミニ」が登場し、話題となった。また、1994年にはナポリで行われたG7サミットでの調印式にて公用筆記具として使用されたことでも知られる。2018年2月に廃業。メーカーとしては復活していないが、創業者が2022年10月から断続的にデルタ名義で製品を再製作している。
ビスコンティー1988年創業でデルタよりも社史が浅い。過去の高級筆記具の製法を現代に蘇らせた製品が特徴。
オマス2009年4月からインターコンチネンタル商事が輸入元となり輸入再開。歴史的モデルとして「コロラド」が著名。現在は消滅。
モンテグラッパ
カンポマルツィオ
スティピュラ
ティバルディ
マーレン
レオナルド・オフィチーナ・イタリアーナ

### フランス
モンブランやシェーファーもペン先や胴軸等が金無垢のモデルはフランスで製造していたことがある。また、製品によってはフランス国内販売品に限り、軸やペン先が特別に18K仕様になっていることがある。
ウォーターマン現在の形の万年筆を発明したルイス・エドソン・ウォーターマン（アメリカ）が設立。ニューウェルブランズの傘下。独特のデザインを持つ製品が多い。外部デザイナーによる万年筆デザインはLAMYが著名だが、初めてはWATERMANである。
エス・テー・デュポン機構部はペリカンが作っている。
カルティエ機構部はモンブランが担当している。ペリカンと同じくニブはソケット式になっていて交換がしやすいのが特長。
ビックボールペンでは世界一の生産本数を誇る。
ルイ・ヴィトン90年代にはエス・テー・デュポンが製造していた。機構部について、2000年代はオマスが製造していた。現在のOEM供給元は不明。
レシーフ
クレージュ

### アメリカ
シェーファー上位モデルはイタリアで製造している。1913年創業。レバーフィラー式吸入機構を発明。現在はBIC傘下。
クロス針先万年筆「スタイログラフィックペン」を1878年に発明。一般的な万年筆の製造に1930年から参入。
クローネ斬新なデザインを考案する万年筆の企画会社。万年筆の製造自体は行っていない。
モンテベルデYAFAが立ち上げたブランド。
コンクリンクレセントフィラーという独自な吸入で著名であった。現在のコンクリンは復興。

### その他
ダビドフ(スイス)著名な葉巻の会社。1991年から筆記具の製造をスタートしている。モデルによって製造国が違うのが特徴。
カランダッシュ（スイス）特殊素材を用いているモデルが多い。かつては漆塗りのモデルが有名であったが現在は技術的に途絶えている。
TWSBI（台湾）新参メーカーではあるが非常に完成度が高い。吸引機構にピストン吸引やプランジャーを用いている。株式会社酒井が日本での輸入元となっている。
英雄（中国）ブランド名は「HERO」。中国最大手の文具メーカーであり、万年筆の生産本数も世界一である。パーカーが中国から撤退した後、その工場を利用して生産を開始した。
DUKE（中国）公爵とも表記される。中国製万年筆としては、高級品に一定の評価がある。
北京金星制筆（中国）中国で生産量2位の万年筆メーカー。ブランド名は「GOLDEN STAR」もしくは「金星」。